# Ritsch, ratsch, filibom
Ritsch, ratsch, filibom är en sång och sånglek. Sången publicerades i andra delen av Sånglekar från Nääs som utkom 1915.
Sången anses ha sin bakgrund som punschvisa och gästernas hyllning till "fru Söderström" och "lilla mamsell Roos", som var aktiva i serveringsbranschen i Stockholm under 1800-talets förra hälft.  "Lilla mamsell Roos" har identifierats som Rosa Meyer (1795–1886).

## Inspelningar
En tidig inspelning gjordes av Konsertorkestern i Stockholm den 27 maj 1925.